# Luce Irigaray
Luce Irigaray (født 3. maj 1930 i Belgien) er en fransk feminist, filosof, lingvist og psykoanalytiker.
Irigaray har været bosat i Paris siden 1960'erne. Navnet Irigaray stammer fra Baskerlandet. Mest kendt for kritikken af patriarkatet i sine tidligere værker "Speculum. De l’autre femme" (Editions de Minuit, 1974). "Speculum of the Other Woman" (oversat i 1985 til engelsk og "Ce sexe qui n’en est pas un" (Editions de Minuit, 1977) "This Sex Which Is Not One" (oversat til engelsk i 1985).